# Municipio de Agnes
El municipio de Agnes (en inglés: Agnes Township) es un municipio ubicado en el condado de Grand Forks en el estado estadounidense de Dakota del Norte. En el año 2010 tenía una población de 72 habitantes y una densidad poblacional de 0,77 personas por km².

## Geografía
El municipio de Agnes se encuentra ubicado en las coordenadas 48°3′52″N 97°42′32″O / 48.06444, -97.70889. Según la Oficina del Censo de los Estados Unidos, el municipio tiene una superficie total de 93.55 km², de la cual 93,55 km² corresponden a tierra firme y (0 %) 0 km² es agua.

## Demografía
Según el censo de 2010, había 72 personas residiendo en el municipio de Agnes. La densidad de población era de 0,77 hab./km². De los 72 habitantes, el municipio de Agnes estaba compuesto por el 98,61 % blancos, el 1,39 % eran amerindios. Del total de la población el 0 % eran hispanos o latinos de cualquier raza.